# Municipio de General Treviño
El municipio de General Treviño es un municipio situado en el estado de Nuevo León, México. Según el censo de 2020, tiene una población de 1808 habitantes.
Le fue dado este nombre en honor al general Jerónimo Treviño personaje de la Guerra de Reforma.

## Cronología de Presidentes municipales
- Antioco Chapa Pérez (1939-1940)
- Francisco Salinas González (1941-1942)
- Ventura Garza Guerra (1946-1947)
- Jorge Chapa Villarreal (1955-1957)
- Juan Guerra Hinojosa (1958-1960)
- Leopoldo Hinojosa Salinas (1961-1963)
- Librado Salinas González (1964-1966)
- Fernando Vela Madrigal (1970-1971)
- Mardoqueo Hinojosa Hinojosa (1972-1973)
- Arnoldo Garza Hinojosa (1974-1976)
- Hiram Henkel Hinojosa Madrigal (1977-1979)
- Mardoqueo Hinojosa Hinojosa (1980-1982)
- Natalio Madrigal Maldonado (1983-1985)
- José Marcelo Hinojosa Salinas (1986-1988)
- Jesús Oscar González Garza (1989-1991)
- José Marcelo Hinojosa Salinas (1992-1994)
- Norma Herminia Pérez Maldonado (1994-1997)
- Ildefonso Hinojosa Moreno (1997-2000)
- Hiram Henckel Hinojosa Madrigal (2000-2003)
- Raquel Villareal Cadena (2003-2006)

## Historia
Tiene su origen en un rancho llamado “El Puntiagudo”, que fue dado a Juan Bautista Chapa el 14 de enero de 1688. Francisco Chapa realizó la fundación en 1705. Su erección en villa se concretó el 9 de diciembre de 1868, siendo Gobernador del Estado de Nuevo León el general Jerónimo Treviño. Perteneció a las villas fundadas durante el siglo XIX. La razón principal de su fundación fue la operación de los recursos agrícolas.

## Geografía
El municipio de Gral. Treviño se encuentra al noreste del estado de Nuevo León, en la provincia fisiográfica “Gran Llanura de Norteamérica”, en la zona denominada “Fidenor”.

## Gastronomía
Los alimentos tradicionales son tamal de elote, carne seca y cabrito. El dulce típico es el hecho de fríjol.

## Localidades
Cuenta con 49 localidades, entre ellas: San Javier, Rancho El Faro, Buena Vista y Los Maldonado.

## Festividades
Su principal fiesta es el 19 de marzo, en honor a san José, santo del pueblo.